# Roger Vergé
Roger Vergé, född 7 april 1930 i Commentry, Allier, död 5 juni 2015 i Mougins, Alpes-Maritimes, var en fransk kock och restauratör. Vergé är en av de mest framstående personerna i fransk gastronomi. Hans passion för matlagning inspirerades av hans tante Célestine, som han tillägnade många av sina böcker. 

## Biografi
Roger Vergé började arbeta med Alexis Chanier på restaurangen Le Bourbonnais i sin mosters hemstad, och utbildade sig på Tour d'Argent och Plaza Athénée. Han arbetade senare på restauranger från Hôtel de Paris Monte-Carlo i Monaco till Le Club de Cavalière i Le Lavandou. Han bidrog till att utveckla det franska kökets goda rykte, speciellt i samarbete med Paul Bocuse och Gaston Lenôtre.
Roger Vergé dog av komplikationer av diabetes den 5 juni 2015 i Mougins vid 85 års ålder.

## Kokkonst
Vergé var känd för sin moderna matlagningsstil, ofta benämnd cuisine du soleil, en variant av det provensalska köket. Tillsammans med Paul Bocuse, Gaston Lenôtre och andra utvecklade han "nouvelle cuisine". Men enligt Bocuse skulle begreppet "nouvelle cuisine" ha uppfunnits av Henri Gault. I sin matlagning fokuserade Vergé på färska, lokala råvaror; ett avsteg från traditionell haute cuisine. För att främja sin matlagningsstil grundade han L'École de Cuisine du Soleil Roger Vergé.
Roger Vergé öppnade sin berömda restaurang Moulin de Mougins 1969 med sin fru Denise på Côte d'Azur. Restaurangen fick sin första Michelin-stjärna 1970, den andra 1972, och slutligen den tredje år 1974. Han öppnade 1977 en annan restaurang i det historiska delen av byn Mougins. Restaurangen fick namnet L'Amandier de Mougins och den fokuserade mer på cuisine niçoise.